# Haeju
Haeju es una ciudad situada en la provincia de Hwanghae del Sur, Corea del Norte.

## Contexto geográfico
Haeju se localiza en la bahía de Corea del Norte, siendo el centro administrativo de la provincia de Hwanghae del Sur.

## Población
En el año 2000 la población de la ciudad se estimaba en 271 558 habitantes.

## Economía
A principios de siglo XX se convirtió en un puerto estratégico del comercio chino-coreano. Haeju tiene empresas químicas y una fábrica de cemento. También cuenta con un centro universitario: la Universidad de Educación de Haeju.

### Zona Económica Especial
Se anunció la creación de esta Zona Económica Especial en la cumbre entre el presidente surcoreano Roh Moo-Hyun y el líder de Corea del Norte Kim Jong-il. Se trata de una Zona Económica Especial en torno al puerto de Haeju. La zona constará de 16 500 000 m² de desarrollo y expansión del puerto y su coste se estima en más de 4,5 millones de dólares. Este acuerdo económico entre Corea del Sur y Corea del Norte permitirá el comercio entre el puerto de Incheon y el puerto de Haeju. 
Este comercio entre ambos puertos se había propuesto antes debido su proximidad (20 kilómetros) pero fue desestimado por Corea del Norte debido a la importancia estratégica del puerto de Haeju para la Marina de Corea del Norte.

## Transporte y comunicaciones
Haeju tiene uno de los aeropuertos más importantes de Corea del Norte desde el punto de vista militar y civil, con una pista 12/30. 

## Medios de comunicación
La estación central de radio emite en AM 1080 kHz, utilizando un transmisor de 1,5 megavatios.

## Patrimonio
Entre sus lugares de interés destacan los templos de Puyong, Sohyonso y Haeju Tarani, las Suyangsan Falls, el Sokdamgugok o el fuerte de montaña Suyang.